# Мона Озуф
Мона Озуф (фр. Mona Ozouf; нар. 24 лютого 1931) — французька вчена, історик і філософ. Спеціалізується на історії Великої Французької революції.

## Біографія
Мона Анніг Соєр народилася 24 лютого 1931 року у муніципалітеті Ланнілі департаменту Фіністер в регіоні Бретань у Франції. Батьки Мони, Янн Соєр та Анна Ле Ден, були шкільними вчителями, намагалися зберегти та відновити культуру Бретані. Втратила батька у 4 роки. Після цього її  виховували мати й бабуся. Обожнювала читати; прочитала майже всі книжки, які мала змогу. 
Після навчання в середній школі в Сен-Бріє вона вивчала філософію у École Normale Supérieure з 1952 року. Як і багато її однокурсників, вступила до Комуністичної партії, проте покинула її після Угорської революції у 1956 році. У 1955 році одружилася з французьким істориком Жаком Озуф. 
Спочатку Мона Озуф викладала філософію, проте згодом, після зустрічі з істориками Денисом Ріше, Емануелем Ле Руа Ладюрі та Франсуа Фюре у Національній бібліотеці Франції. Вона співпрацювала з ними, готуючи Dictionnaire critique de la Révolution française, виданий у 1988 в Англії як Критичний словник Великої Французької революції. Разом з чоловіком, який помер у 1977 році, видала у 1989 році La République des instituteurs ("Республіка вчителів").
Ставши хорошим істориком та знавцем Великої Французької революції, Мона Озуф видала у 1976 році свою основну працю La fête révolutionnaire (Свято революції). Її аналіз подій та символів Французької революції сприяв розумінню революції та французької культури загалом. 
Мона Озуф також опубілкувала працю Les Mots des femmes, або Жіночі слова, про десять видатних жінок в історії Франції.

## Публікації
- L'École, l'Église et la République 1871–1914, Paris, Armand Colin, 1962 (ISBN 2-02-014730-0) ; réédition Points Histoire, 2007
- La Fête révolutionnaire 1789–1799, Paris, Gallimard, 1976 (ISBN 2-08-081264-5)
- (École laïque), Paris, Gallimard, 1984, br., ill., 424 p., 23 cm (ISBN 2070702022 et 9782070702022, OCLC 299396435, notice BnF no FRBNF34770422, SUDOC 000826057, présentation en ligne [archive])
- Dictionnaire critique de la Révolution française, en coll. avec François Furet, Paris, Flammarion, 1988 (ISBN 2-08-211537-2)
- Dictionnaire critique de la Révolution française Institutions et créations, en coll. avec François Furet, Paris, Flammarion, 1993 (ISBN 2-08-081265-3)
- Dictionnaire critique de la Révolution française Événements, en coll. avec François Furet, Paris, Flammarion, 1993 (ISBN 2-08-081266-1)
- Dictionnaire critique de la Révolution française Acteurs, en coll. avec François Furet, Paris, Flammarion, 1993 (ISBN 2-08-081264-5)
- L'Homme régénéré : essai sur la Révolution française, Paris, Gallimard, 1989 (ISBN 2-07-071742-9)
- Mona Ozouf et Jacques Ozouf, La République des instituteurs, Paris, Gallimard, 1989 (ISBN 2-02-047962-1)
- La Gironde et les Girondins, Paris, Payot, 1991, (ISBN 2-228-88400-6)
- Le Siècle de l'avènement républicain, en coll. avec François Furet, Paris, Gallimard, 1993
- Les Mots des femmes : essai sur la singularité française, Paris, Fayard, 1995, (ISBN 2-213-59394-9)
- Das Pantheon, Wagenbach, 1996
- La Muse démocratique, Henry James ou les pouvoirs du roman, Paris, Calmann-Lévy, 1998 (ISBN 2-7021-2824-6)
- Un itinéraire intellectuel, en coll. avec François Furet, Paris, Calmann-Lévy, 1999 (ISBN 2-7021-2952-8)
- Les Aveux du roman. Le xixe siècle entre Ancien Régime et Révolution, Paris, Fayard, 2001 (ISBN 2-213-61012-6), prix Guizot-Calvados
- Le Langage blessé : reparler après un accident cérébral, Paris, Albin Michel, 2001 (ISBN 2-226-11684-2)
- Une autre République : 1791 : L'occasion et le destin d'une initiative républicaine, en coll. avec Laurence Cornu, Paris, L'Harmattan, 2004 (ISBN 2747574776)
- Varennes. La mort de la royauté, 21 juin 1791, Paris, Gallimard, 2005 (ISBN 2-07-077169-5)
- Jules Ferry, Paris, Bayard-Centurion, 2005 (ISBN 2-227-47493-9)
- Varennes, la mort de la royauté, Paris, Gallimard, 2006 (ISBN 2-07-077169-5), prix des Ambassadeurs 2006
- Composition française : retour sur une enfance bretonne, Paris, Gallimard, 2009 (ISBN 2-07-012464-9), prix du Mémorial-grand prix littéraire d'Ajaccio 2009
- La Cause des livres, Paris, Gallimard, 2011 (ISBN 978-2-07-013457-1)
- Jules Ferry : La liberté et la tradition, Paris, Gallimard, 2014 (ISBN 2-07-014531X)
- De Révolution en République : les chemins de la France, Paris, Gallimard, 2015 (ISBN 978-2070145614)
- L’autre George : À la rencontre de George Eliot, Paris, Gallimard, 2018 (ISBN 2-07-2802024)
- Pour rendre la vie plus légère : les livres, les femmes, les manières, Stock, 2020 (ISBN 978-2-23-408818-4)

## Нагороди та відзнаки
Мона Озуф отримала багато престижних нагород, зокрема гран-прі Гоберт у 2004, премію Чіно дель Дука у 2007, орден Мистецтв та літератури також у 2007 та інші. У 2011 році Озуф була відзначена орденом "За заслуги", у 2014 - орденом Почесного легіону та іншими нагородами.